# 黃德美
黄德美（？—1853年），又名黄得美，清朝福建泉州府同安县石兜社人，咸丰年间福建闽南小刀会起义领袖。
黄德美家富，与官府结怨，与义兄黄威加入小刀会。海澄知县逮捕处死小刀会领袖江源、江发，黄德美与黄威密谋起事。太平天国癸好三年（1853年）四月初八夜（夏历四月初六夜），黄德美领导福建小刀会在海澄县起事，聚众一万多人。四月十二（夏历四月初十），克漳州，杀死清朝总兵曹三祝、兵备道文秀。四月十三（夏历四月十一），攻打厦门。清水师提督施得高派游击郑振缨回救，镇南关交战，清军战败，郑振缨阵亡，小刀会克厦门。十天之内，连克长泰、同安、厦门、漳浦各县，与平和的琯溪，诏安的铜山及石码、云霄两厅。黄德美称“大统领”，黄威称“汉大明统兵大元帅”，在厦门建立帅府，使用“天德”年号。派人赴太平天国，表示归附。林万青率红钱会在德化县响应。台湾天地会也诛杀清朝台湾县官、凤山县官，进军嘉义县。清政府调广东、浙江两省军队入闽救援。九月，厦门被清军水陆两路围困，小刀会粮道被断。十月初七（夏历十月初一），城内团练内应，厦门失守。黄德美突围退到龙溪县鸟屿桥，被擒到厦门杀死。